# Esteban Guerrero
Pour les articles homonymes, voir Guerrero.
Guerrero  Arias est un nom espagnol. Le premier nom de famille, en général paternel, est Guerrero ; le second, en général maternel, souvent omis, est Arias.
Juan Esteban Guerrero Arias, né le 10 juin 1999 à Guaduas, est un coureur  cycliste colombien.

## Palmarès sur route

### Par année
- 2018
  - 4e et 5e étapes du Tour de Colombie espoirs
- 2019
  - 2e du Circuito Aiala
- 2020
  - 2e étape du Tour de Colombie espoirs
- 2021
  -  Champion de Colombie sur route espoirs
  - 6e étape du Tour de Colombie espoirs
  - 1re étape de la Clásica de Rionegro
  - 1re étape de la Clásica de Girardot
- 2023
  - 2e du Grand Tour de Ciclismo de SC

### Classements mondiaux
| Année                                 | 2021 | 2022 | 2023  | 2024  |
| ------------------------------------- | ---- | ---- | ----- | ----- |
| Classement mondial                    | 906e | nc   | 1411e | 2880e |
| UCI America Tour                      | 112e | nc   | nc    | nc    |
|                                       |      |      |       |       |
| Légende : nc = non classéSource : UCI |      |      |       |       |

## Palmarès sur piste

### Championnats panaméricains
- 2016
  -  Champion panaméricain de poursuite par équipes juniors (avec Juan José Amador, Wilmar Molina et Juan José Ramos)

### Championnats nationaux
- Cali 2018
  -  Médaillé de bronze de la poursuite par équipes (avec Jordan Parra, Carlos Urán et Wilmar Molina)[1].
- Juegos Nacionales Eje Cafetero 2023
  -  Médaillé d'argent de la poursuite par équipes des XXII Juegos Deportivos Nacionales (avec Juan Pablo Zapata, Bryan Gómez et Heberth Gutiérrez)[2].